# Parroquia Huertas
La Parroquia Huertas, antiguamente conocida como San Pablo Huertas es una parroquia rural del cantón Zaruma en la provincia de El Oro al sur de la República del Ecuador, en inmediaciones de la Ciudad de Zaruma, cuenta con una población de 2959 habitantes, está ubicada en las faldas de la cordillera de Corredores, sobre la denominada pampa De Los Canelos, es conocida por su producción agrícola, aurífera y ganadera. En 1948 durante la Presidencia del Dr. Galo Plaza Lasso se promulgó el acuerdo ministerial n.º 99 del 19 de octubre que elevó al barrio Huertas, hasta ese momento perteneciente a la parroquia Malvas a categoría de parroquia civil - rural de la Provincia de El Oro, su altitud varía desde los 845 m s. n. m. en las tierras bajas del sitio Puente De Buza donde inician los territorios de Huertas, llegando hasta los 3465 m s. n. m. en las tierras altas del páramo de Corredores donde el territorio limita con Chilla y Guanazán. La Parroquia a su vez se subdivide en 7 barrios, El Quishpe, Fénix, Huayrapongo, Minas Nuevas, Naranjal, Playitas, La Esperanza.
Actualmente es considerada una de las parroquias más importantes del Cantón Zaruma, su cabecera parroquial es el punto de partida hacia los muchos puntos turísticos que posee la parroquia.

## Toponimia
El nombre de Huertas se remonta a la época de la corona Española, puesto que los territorios donde actualmente se asienta la Parroquia estuvieron a cargo del Teniente N. Apolo, oficial subordinado al conquistador Capitán Alonso De Mercadillo fundador de Loja Zaruma y Zamora quien al fundar la Villa Real De Minas del Cerro Rico De Zaruma en el año de 1594 procede a la repartición de tierras a sus subordinados, para oficializar legalmente su dominio, de tal manera al Teniente N. Apolo se le asignan territorios que comprendían todo lo que pudiera ver y conquistar en el avance de su expedición siguiendo la rivera derecha de lo que actualmente son los ríos Salado y Calera, al llegar el Teniente N. Apolo al lugar donde actualmente se encuentra la Parroquia Huertas, descubre una serie de vestigios de cultivos y sembríos lo cual motiva a denominar a este lugar como "Las Huertas" y decide finalmente establecer en este sitio su dominio y poder en el año de 1594.

## Historia

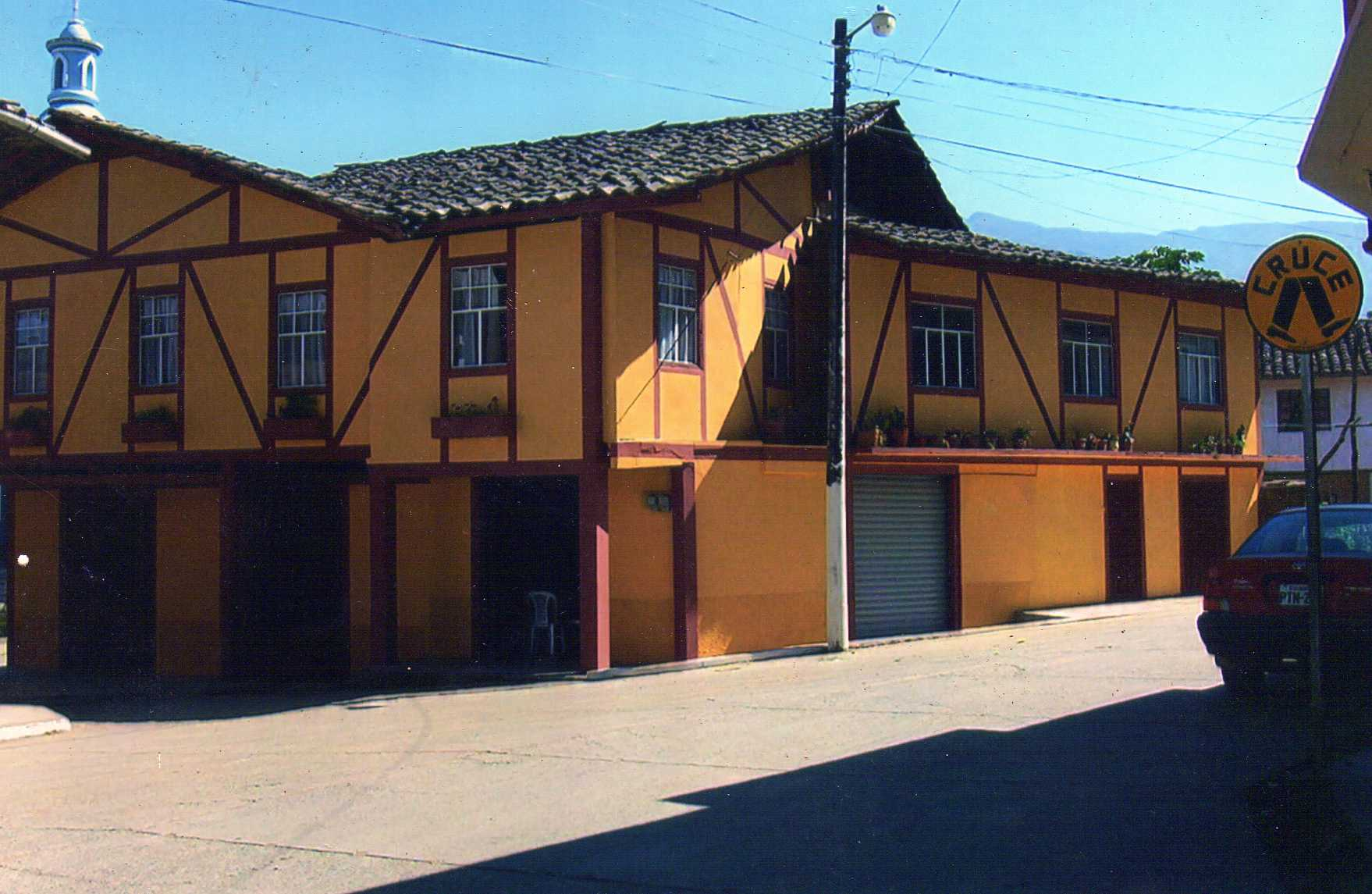
Casa Republicana en la Parroquia Huertas

La historia de este milenario pueblo se remonta en primer término al periodo de integración de la cultura Cañari, periodo que comprende entre los años (500 a 1533 d. C.), testigo viviente de ello son las ruinas arqueológicas de Guayquichuma, cuyo complejo se extiende en alrededor de 70 hectáreas, enclavado en el bosque que lleva su mismo nombre en los territorios que actualmente pertenecen a la Parroquia Huertas. En un segundo término con la llegada de los conquistadores españoles y sus colonizaciones la historia de la Parroquia inicia con el Teniente N. Apolo quien subiendo por las aguas de lo que hoy es el río Salado llega a lo que se conocía como la pampa de los "canelos" donde descubre vestigios de cultivos y decide llamar a este lugar "Las Huertas" en el año de 1594 En el año de 1850 aproximadamente, se crea el pueblo de Huertas, aproximadamente a 2 km de su actual ubicación, ya 1890 se crea un oratorio donde se veneraba a un pequeño Cristo crucificado, para el año de 1900 se trae la primera imagen de Nuestra señora Del Perpetuo Socorro que actualmente se encuentra en un convento en la ciudad de Machala, para 1913 Pablo Espinoza Ruales dona los terrenos donde actualmente se encuentra Huertas y se crea ya Huertas en su actual ubicación de allí el pueblo se empieza a organizar, para 1918 el agua de la quebrada Batearumi o Huertas pasa a manos del pueblo en 1920 se empieza a construir la primera iglesia matriz de Huertas con pinturas y cielos rasos de mucho valor arquitectónico, lastimosamente más tarde esta se destruye para construir la actual iglesia. En el año de 1937 se crea la primera banda de músicos de Huertas, en el año de 1947 empiezan las gestiones para elevar a Huertas a categoría de parroquia rural, y siendo así en el mes de enero de 1948 aproximadamente. El grupo de huertenses que buscaban este anhelo van hacia la parroquia Malvas y retiran todas las cédulas de identidad de los huertenses para iniciar las gestiones en el mes de julio se presenta al Consejo Municipal y para el 27 de agosto La parroquia Huertas se crea mediante ordenanza municipal, avalada por acuerdo ministerial No.99 del 19 de octubre de 1948 y publicado en el Registro Oficial del 15 de diciembre de 1948.

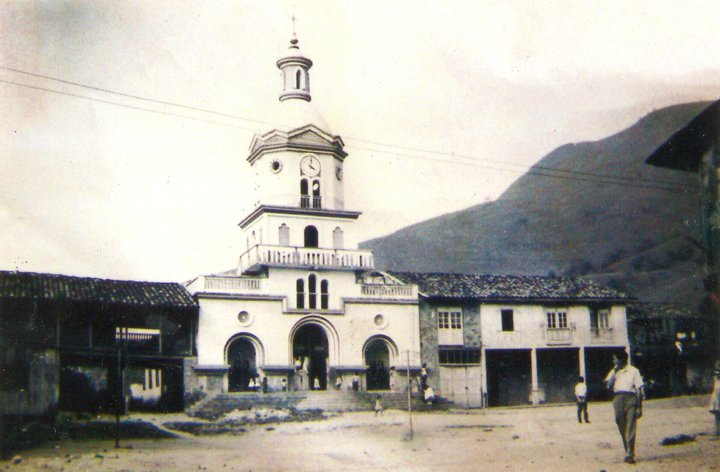
Plaza Central en los años 40

Para el año de 1949 el estado ecuatoriano designa los primeros recursos para la instauración del despacho de la Tenencia Política y el Registro Civil de la nueva parroquia.   
La población de Huertas inicia con la familia Apolo y posteriormente la llegada de otras familias de diversos lugares del país. A mediados del siglo XVII, llegó la familia Espinoza desde Cuenca, la familia Ordoñez desde Girón, la familia Rúales desde Quito y finalmente llegó la familia Quinche, siendo estas las primeras familias que comenzaron a poblar definitivamente a la parroquia.

## Símbolos de la parroquia
Himno A La Parroquia Huertas
Coro
I
Salve, Oh Huertas, parroquia querida,

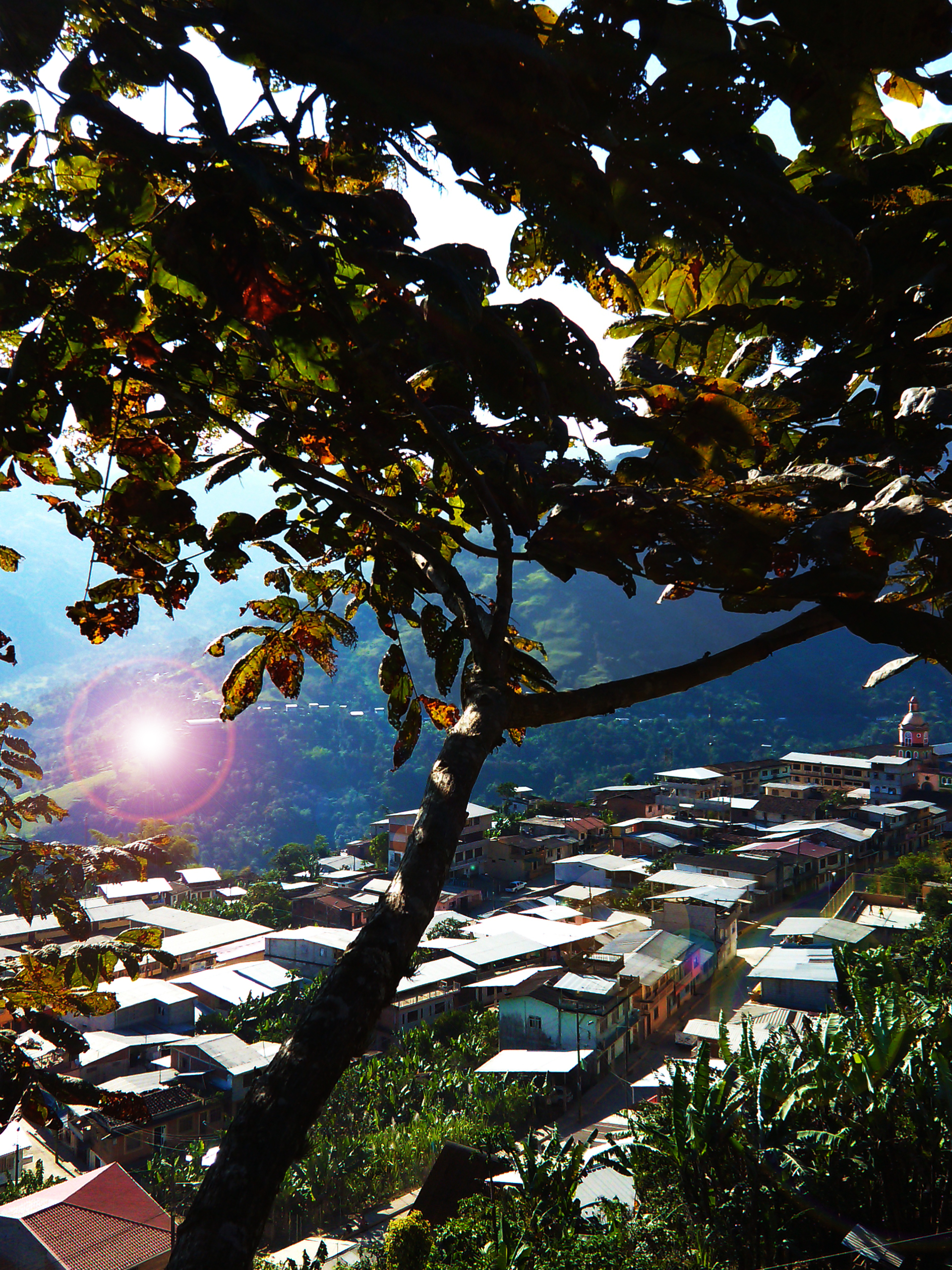
Panorámica de La Cabecera Parroquial de la Parroquia huertas.

Alba estrella de nuestro Cantón,
Por la senda del bien y el trabajo
Vas en pos de un feliz porvenir.
SOLO
En tu cielo florece el encanto
Y es todo él un azul pabellón,
En las noches bordado de estrellas
Y a toda hora bañado de luz;
Y en tu suelo feraz, milagroso,
Tapizado de fresco verdor,
El esfuerzo del hombre se torna
En espiga, en aroma y en flor.
II
El progreso y la gloria persigues
Con ardiente y prolífico afán,
Y es por eso que vas cada día
Ascendiendo a la cumbre triunfal;
Por la unión y el amor de tus hijos
La mejor, Oh Parroquia, serás:
A tu frente serena y altiva
El laurel inmortal ceñirás.
Autores:
Letra: SR. HÉCTOR TORO B.

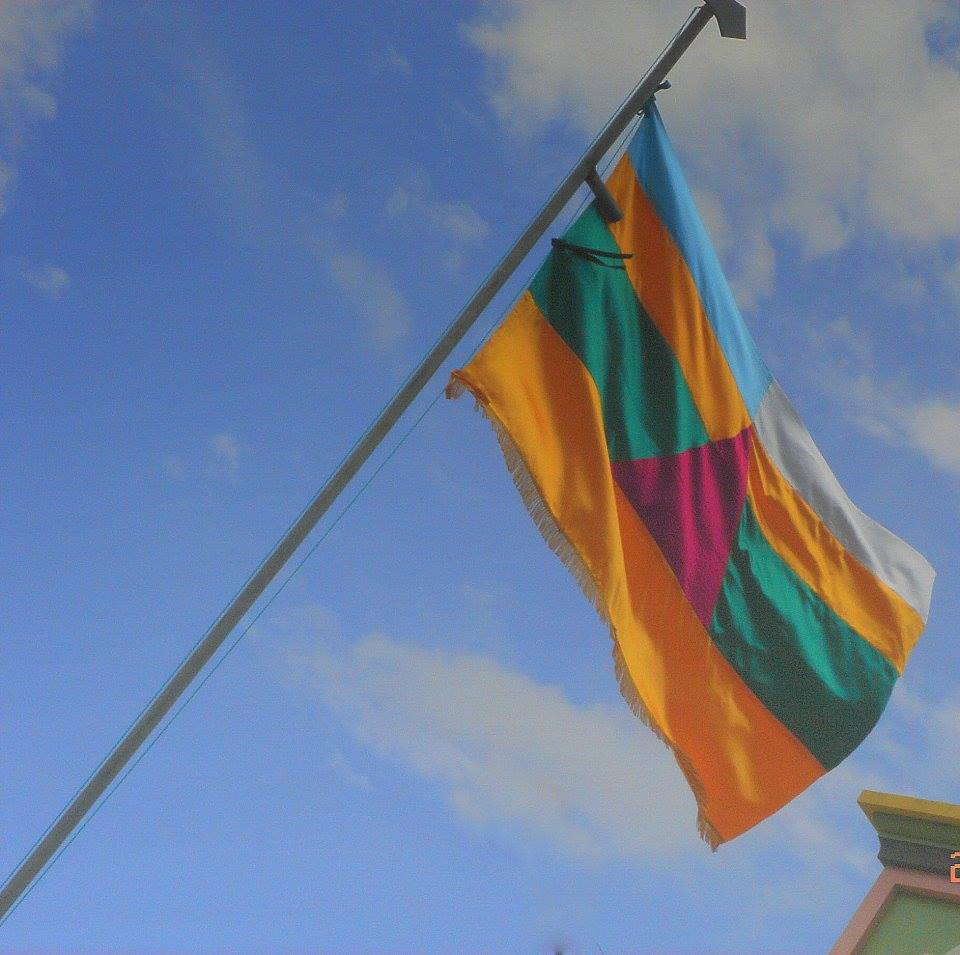
Bandera de la Parroquia Huertas

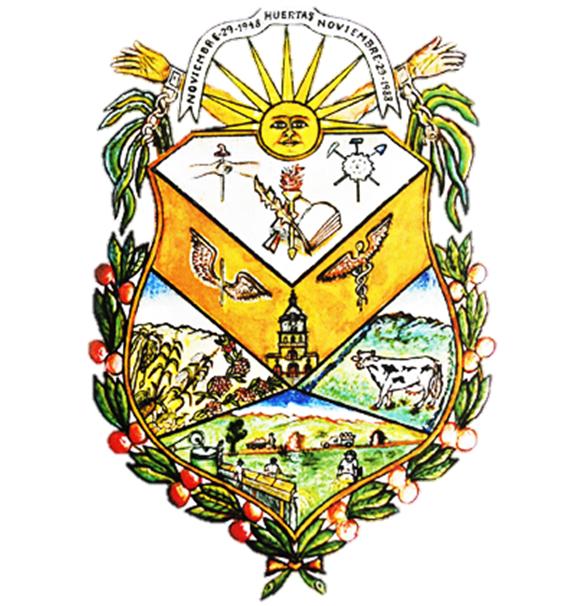
Escudo de la Parroquia Huertas

Música: SR.  RÓMULO CÓRDOVA S.

## Cabecera parroquial
La Cabecera Parroquial, es el centro administrativo y comercial de la Parroquia homónima,  en los últimos años ha tenido positivas transformaciones, como la construcción del sistema de alcantarillado integral, así también la regeneración total de su plaza Central y sus calles adyacentes. La cabecera parroquial de la parroquia Huertas es considerada como una de las mayormente pobladas en toda la zona alta de la Provincia de El Oro superando los 1000 habitantes y es conocida como Huertas "La Querida" o simplemente "La Querida".

## Ubicación geográfica
La Parroquia Huertas comienza al sur en la desembocadura de la quebrada Miranda sobre el río Calera, sigue en el curso de dicho río aguas arriba donde toma el nombre de río Salado, hasta su nacimiento en la cordillera de Chilla, continúa por esta cordillera a dar al camino que comunica a Guanazán con Zaruma en el sitio denominado Corredores, prosigue hasta el sitio El Pogllo, de donde en línea recta va a dar a la hondonada donde nace la quebrada de Miranda, siguiendo el curso de ésta hasta su desembocadura en el río Calera. Posee una extensión aproximada de 55 km². 
Límites: parroquia San José (cantón Atahualpa), parroquia Cordoncillo (cantón Atahualpa), cabecera cantonal Paccha  (cantón Atahualpa), cantón Chilla, parroquia Salvias (cantón Zaruma), parroquia Sinsao (cantón Zaruma), parroquia Arcapamba (cantón Zaruma), parroquia Muluncay (cantón Zaruma).

## Organización política
La principal autoridad política en la parroquia Huertas es el presidente del Gobierno Autónomo Descentralizado Parroquial de Huertas, electo mediante votación universal y secreta, actualmente el Sr. Alejandro Fortunato  Blacio Castillo ejerce esta función, correspondiente al periodo administrativo (2023-2027), el presidente del Gobierno Autónomo Descentralizado Parroquial de Huertas además preside el pleno de la Junta Parroquial de Huertas, instituido por 4 vocales electos en votación universal y secreta, esta actualmente se encuentra conformada de por los siguientes ediles Gina Mirella Espinoza Ordóñez  (Vicepresidenta), Christian Jamil Ordóñez Espinoza (Vocal), Francisco Wilson Apolo Cuenca (Vocal), Ginna Matilde Galarza Tinoco (Vocal). El Gobierno Autónomo Descentralizado Parroquial de Huertas cuenta con presupuesto y competencias propias para poder ejecutar diversas obras, programas sociales etc, dentro del territorio parroquial conformado por su Cabecera parroquial y los Barrios de la Parroquia.
La representación del ejecutivo en la parroquia la ejerce la o el Teniente Político de la parroquia, quien ejerce dichas representación por designación del Gobernador Provincial.

## División política

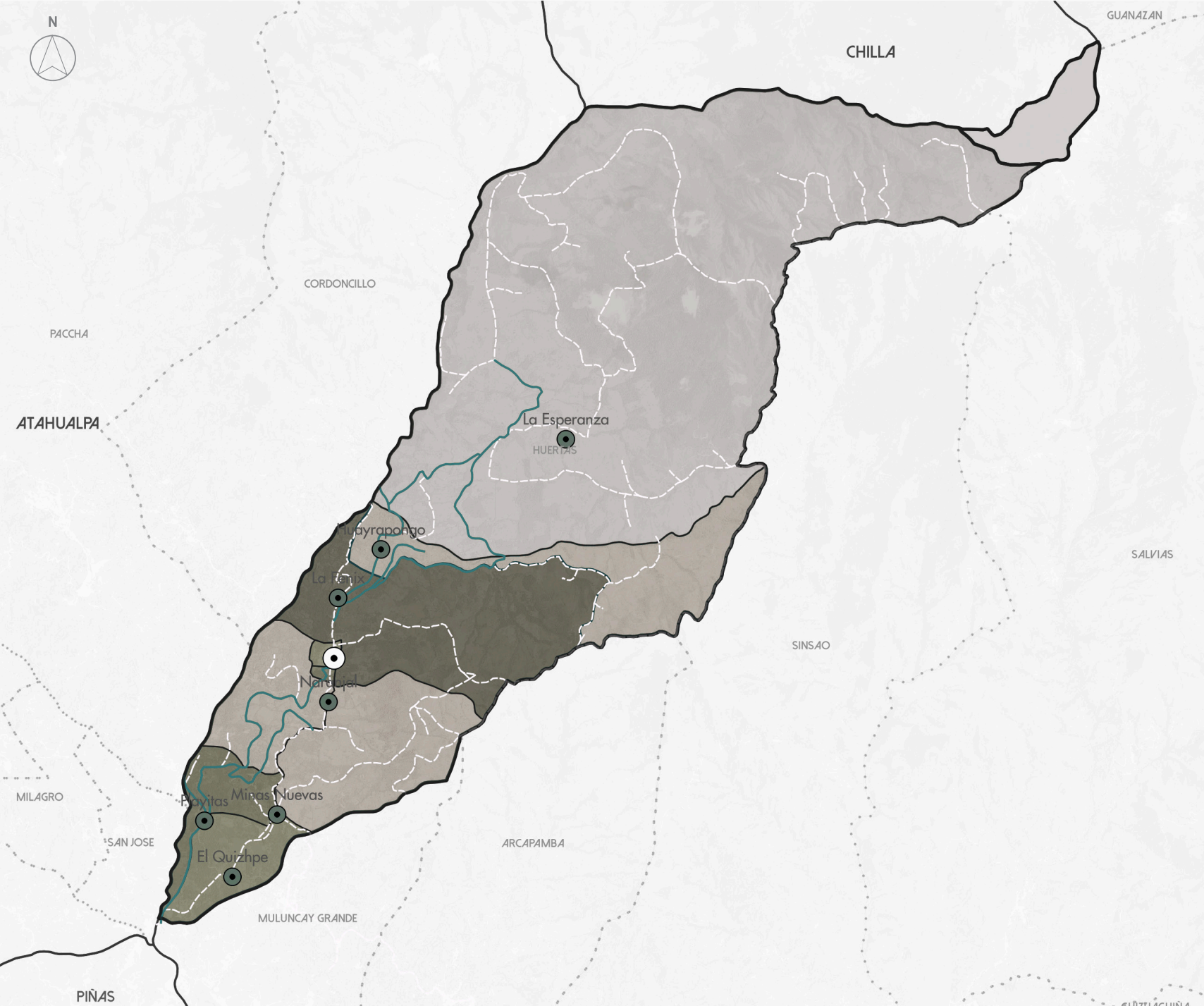
Mapa de la Parroquia Huertas.

Se divide en los siguientes barrios o comunidades:
- Huertas (Cabecera Parroquial).
- Minas Nuevas.
- Huayrapongo.
- El Quispe.
- Playitas.
- Buza.
- La Esperanza.
- La Fénix
- Naranjal

## Religión

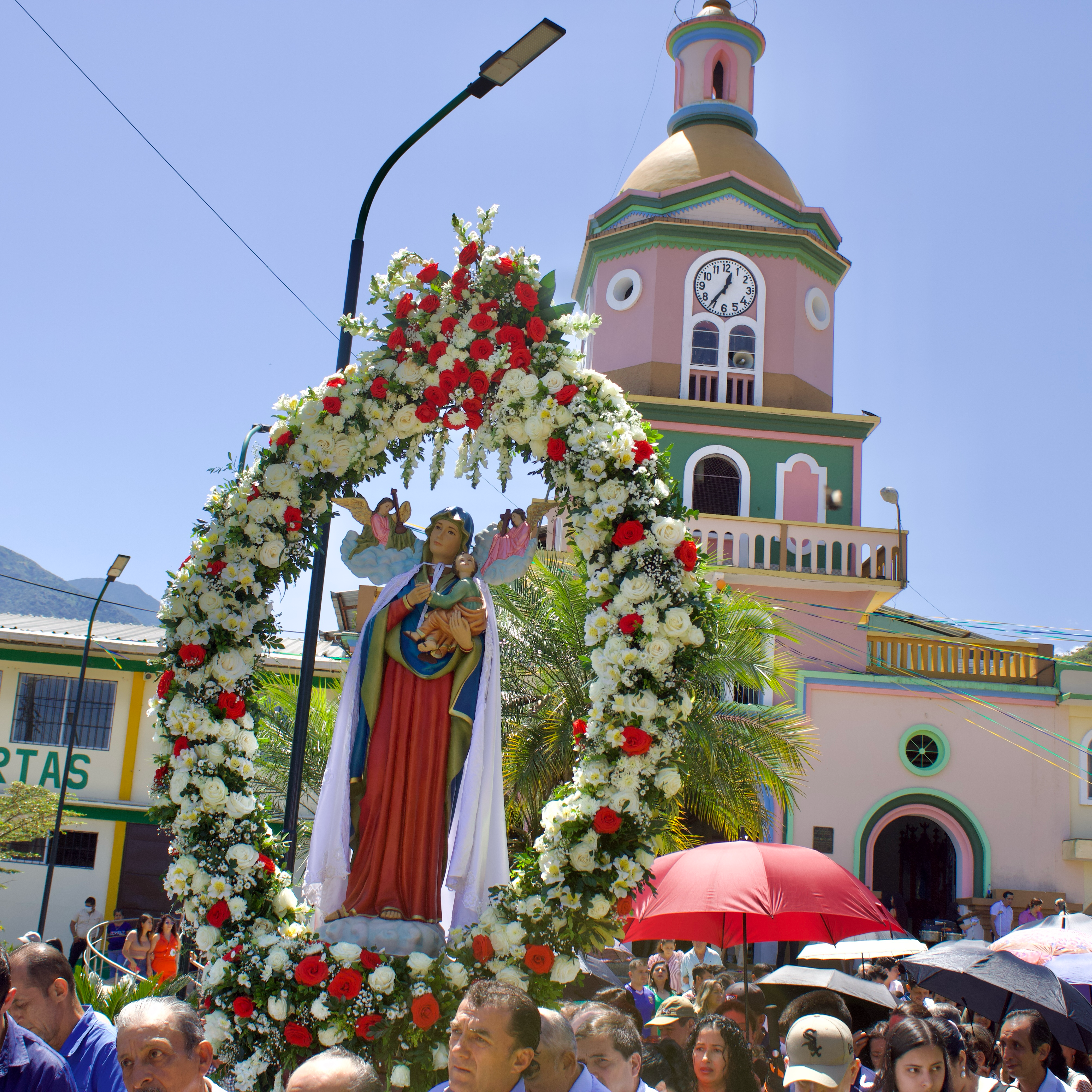
Imagen de la Santísima Virgen Del Perpetuo Socorro, patrona de Huertas durante una procesión por sus fiestas que se realizan desde finales del

Huertas es un pueblo eminentemente católico, la mayoría de su población profesa esta religión, la parroquia eclesiástica Nuestra Señora Del Perpetuo Socorro de Huertas es la entidad religiosa que administra la edificación de la iglesia matriz de Huertas y el convento parroquial, lugar donde se encuentra la residencia y despacho del presbítero de la parroquia eclesiástica Nuestra Señora Del Perpetuo Socorro. 
Actualmente el párroco Cristóbal Espinoza ex vicario general de Loja y huertense de nacimiento es quien dirige la parroquia  eclesiástica Nuestra Señora Del Perpetuo Socorro que comprende a la cabecera parroquial de Huertas como sede y sus barrios además también comprende a la parroquia Muluncay y sus barrios.
Nuestra Señora del Perpetuo Socorro, San Alfonso María de Ligorio y Jesús del Gran Poder son los patronos de la parroquia eclesiástica.
Jesús Del Gran Poder es el patrono de las fiestas cívicas de Huertas, su imagen es honrada desde el año 1966, cuando el sacerdote Germán Suárez, párroco de Huertas de aquel entonces instituyó esta celebración religiosa en la parroquia.
Ex párrocos de la parroquia: Germán Suárez, Saturnino López, Pedro Loaiza, Mateo Kang, Wilson Cango, Cristóbal Espinoza.

## Gastronomía
La gastronomía Huertense tiene una variedad de platos que son típicos tanto en la parroquia, como en la zona alta de la provincia de El Oro entre ellos, Aguado de Gallina Criolla, Seco de Gallina Criolla, Arvejas con Cuero, etc. Otros platos típicos más propios de Huertas por su forma de preparar o por sus nombres son: Toronches con miel (Planta típica de la zona de Cachicarana, perteneciente a la parroquia Huertas), Sopa de Plátano (Tigrillo a la huertense), Torta Dulce (Plato típico de Semana Santa), Locro de papas chinas, Arroz Mote con carne seca, Chalopa (Máchica en jugo), Huevos Sichaqueños, Pan de cajetilla, Chicha. 

## Agricultura
Huertas es una de las pocas zonas del mundo donde se cultiva la granadilla de Quijos. También los pobladores se dedican a la siembra de café, maní, guineo, yuca y plátano. 

## Actividades culturales

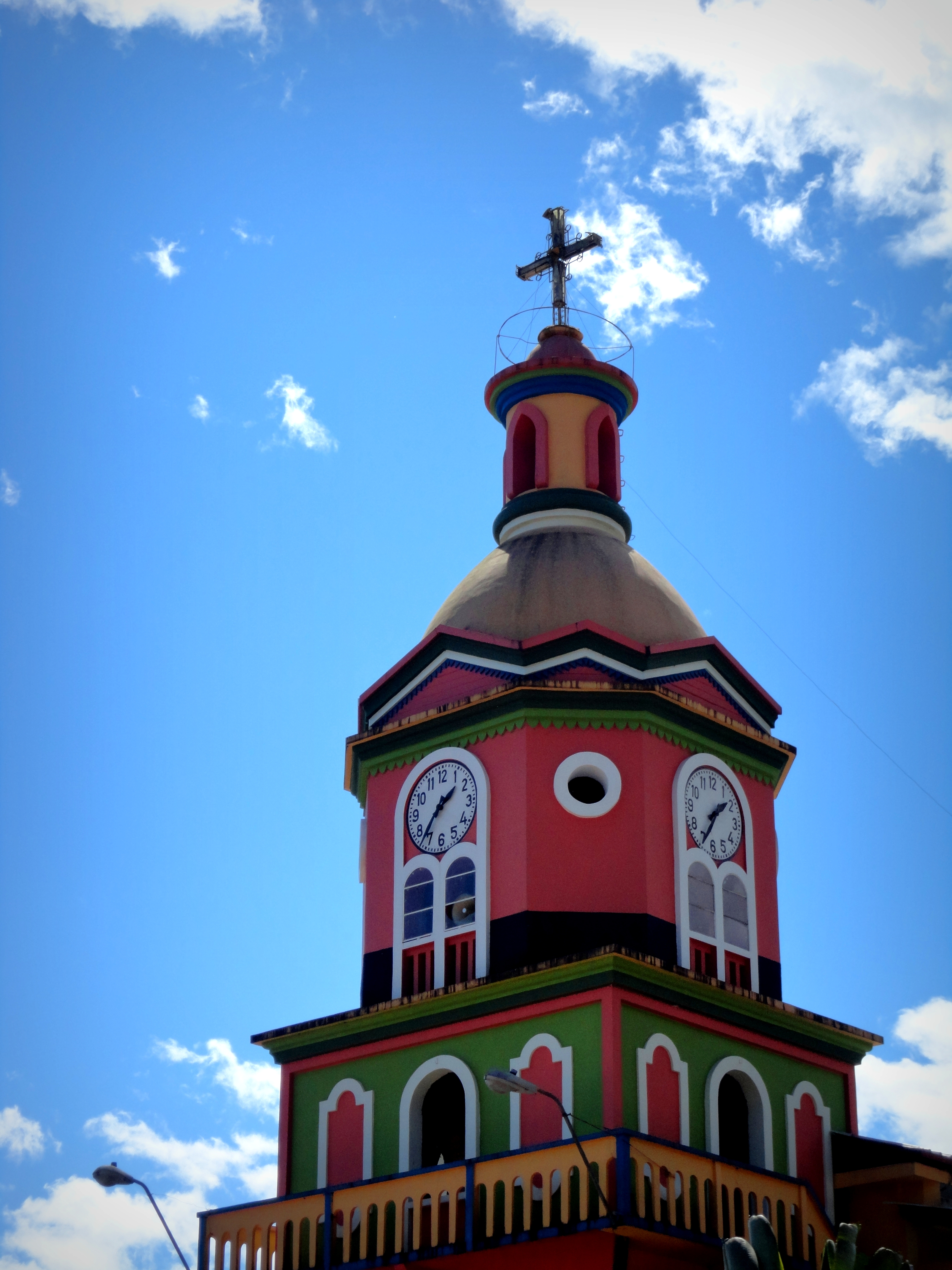
La iglesia matriz construida a inicios de los años 40 es actualmente, patrimonio material de estado Ecuatoriano

En Huertas las costumbres provienen principalmente de sus antepasados, al ser un pueblo profundamente católico sus tradiciones se ven reflejadas en la cultura de su pueblo.
Fiestas Cívicas
En homenaje a la fecha histórica en que Huertas logró su parroquialización, se celebran anualmente el 29 de noviembre. Las festividades inician una semana antes, puede variar dependiendo del año, en estas celebraciones además se elige a la Reina de la Parroquia, donde se realizan presentaciones de Bandas y artistas nacionales e internacionales, también se rinde homenaje a Huertas y su reina con el tradicional baile de gala con las mejores orquestas de Ecuador, además se desarrollan una serie de actos religiosos, deportivos, sociales, culturales y sobre todos cívicos. Como el tradicional desfile cívico que se desarrolla por las principales calles del centro parroquial. Adicionalmente se rinde homenaje al patrono de las fiestas cívicas Jesús del Gran Poder. Con la tradicional quema de castillos, juegos pirotécnicos etc.
Fiestas religiosas
Las fiestas patronales en honor a la Virgen del Perpetuo Socorro, patrona de Huertas se las realiza el último sábado y domingo del mes de julio de cada año, Con una variedad de actos religiosos, deportivos, sociales y culturales También se disfrutan de la tradicional quema de castillos y la vaca loca acompañados de los juegos pirotécnicos y la tradicional bebida ecuatoriana canelazo
Fiestas Del Carnaval
Las fiestas del carnaval en Huertas son celebradas el día domingo de carnaval, con desfile de carros alegóricos, presentación de comparsas, reinas de belleza, así como la presentación de artistas solistas, agrupaciones musicales u orquestas, puede variar en cada año de celebración, se realiza la elección de la reina del carnaval, y posterior baile popular en las calles del centro parroquial, los eventos realizados son gratuitos, esta celebración con el pasar de los años se ha convertido en una tradición que lleva ya más de 16 años. 

## Atracciones Turísticas

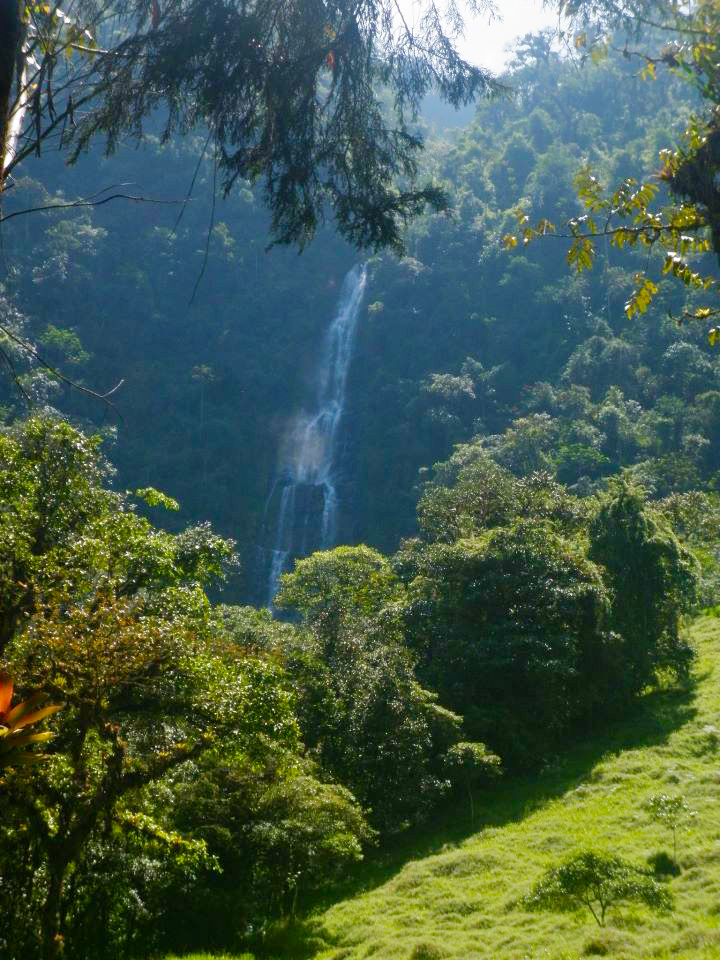
La cascada de Guayquima, con sus más de 90mts de alto forma parte del complejo arqueológico Guayquichuma.

Huertas gracias a su irregular geografía se caracteriza por tener hermosos y variados de atractivos turísticos a lo largo y ancho de todo su territorio. 
- Cascada sagrada de Guayquichuma.
- Cascada del Pingllo.
- Cascadas Gemelas.
- Río Sichacay.
- Río Salado.
- Plaza Central y casas antiguas colindantes.
- Pailon Del Diablo.
- Taller artesanal y Museo "Huertas".
- Ruinas arqueológicas de Guaiquichuma.
- Molino de cuarzo impulsado por agua (sitio El Salado).
- Ruinas arqueológicas del Picacho.
- Cuadros antiguos en la iglesia de la cabecera parroquial.
- Balneario pasochoa.
- Mirador "Barrio Minas Nuevas".
- Cuevas de Corredores.
- Asentamiento prehispánico de Biron.
- Quebradas Honda.
- Sendero, Tomagatillo, Sidrapamba.
- Cascada Cachicarana.
- Biblioteca "Unidad Educativa Huertas"

## Galería

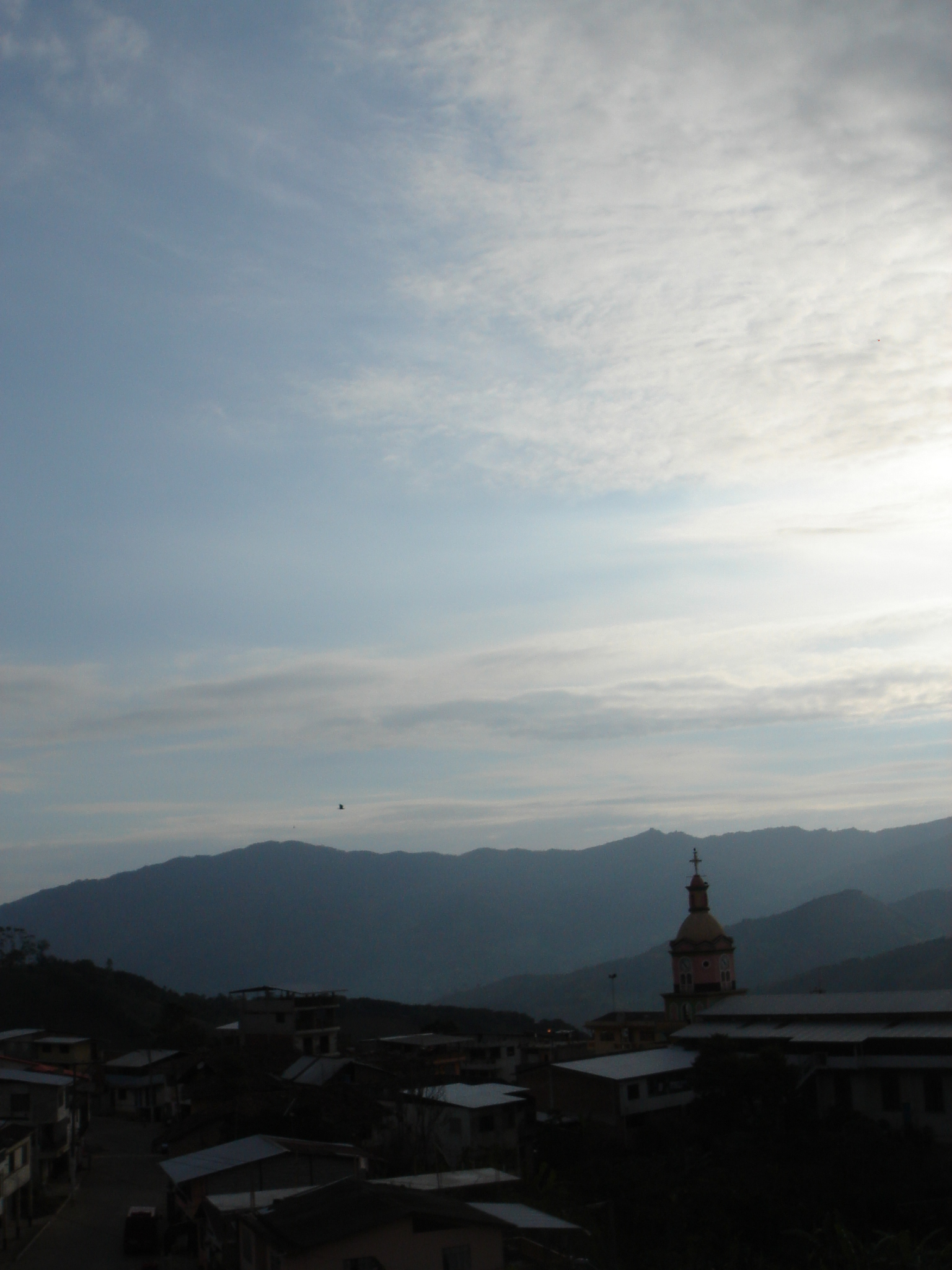
Cae un atardecer en la parroquia Huertas 2012
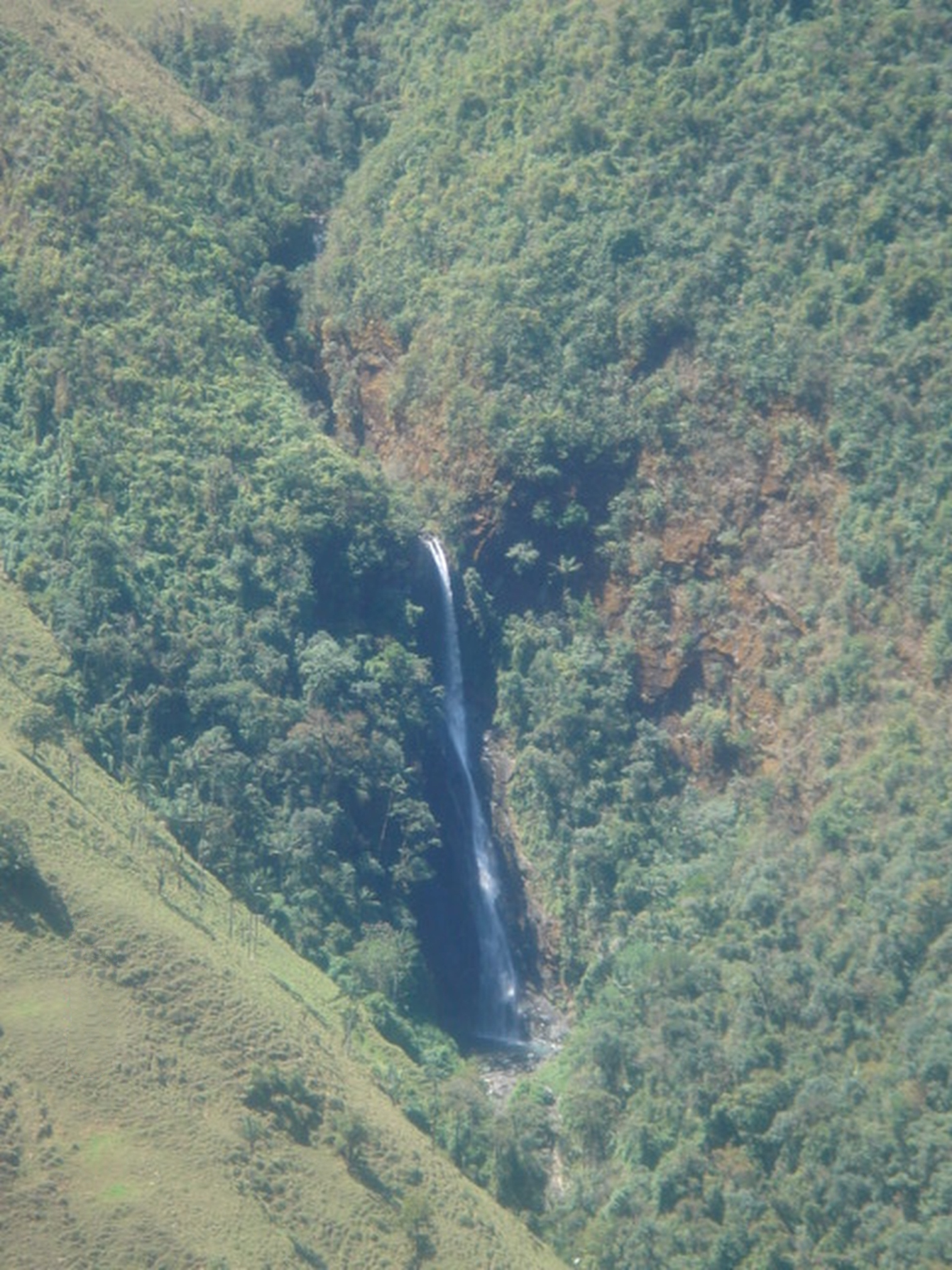
Cascada del Pigllio
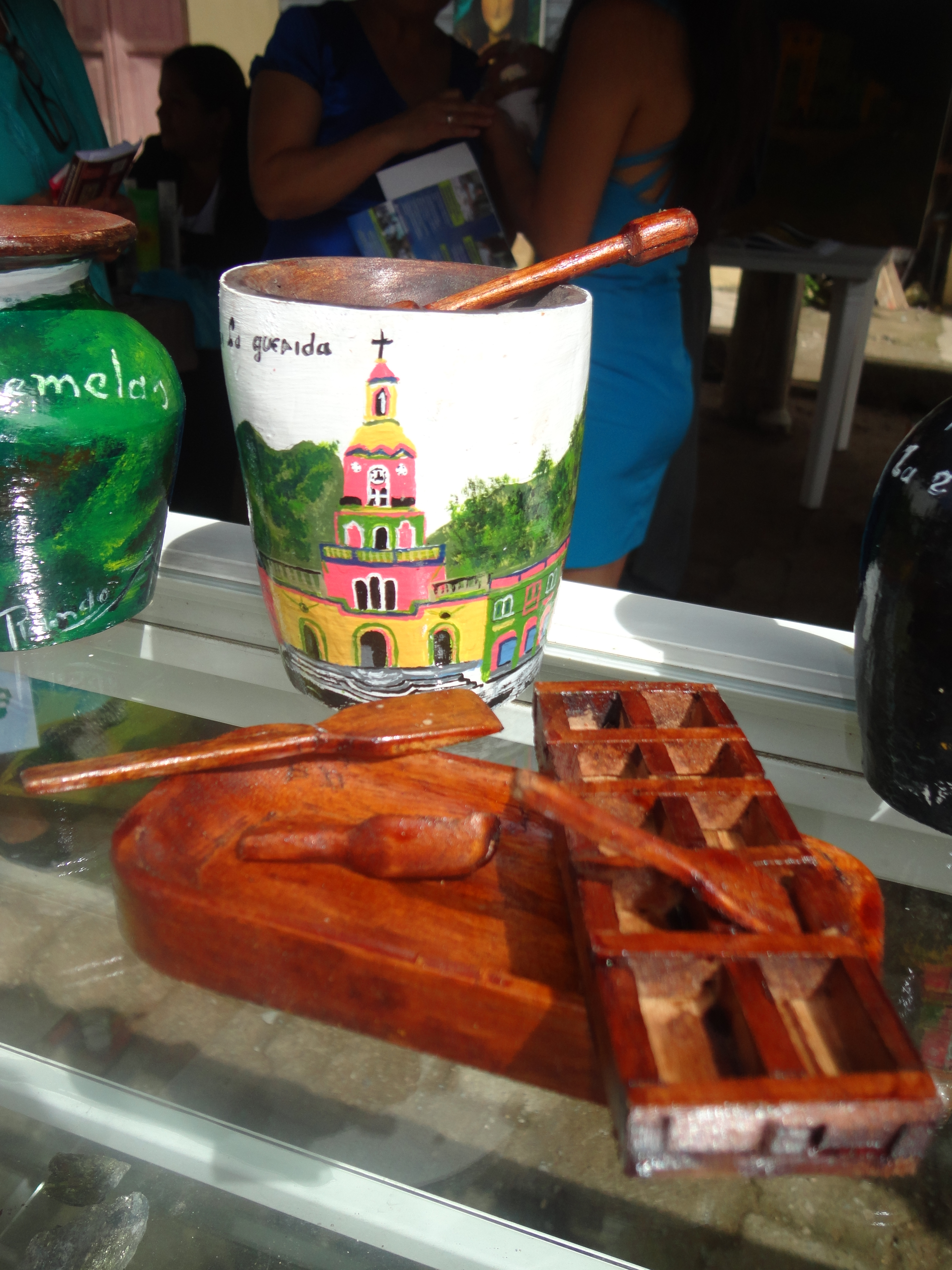
Artesanías de la Parroquia Huertas